# Hermann Joseph Muller

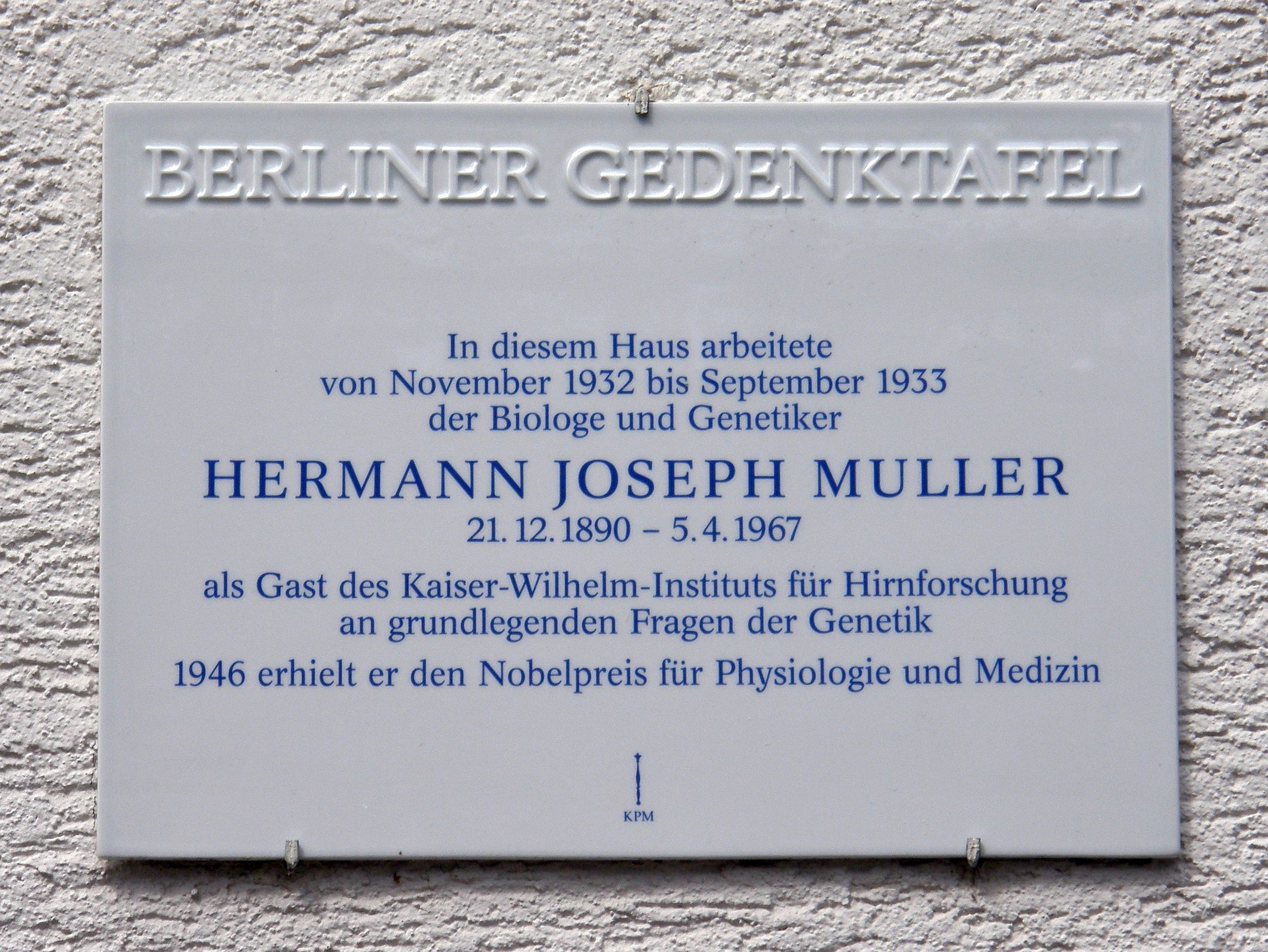

Hermann Joseph Muller (New York, 21 dicembre 1890 – Indianapolis, 5 aprile 1967) è stato un biologo e genetista statunitense, vincitore del Premio Nobel per la medicina nel 1946.

## Biografia
Nato a Manhattan nel 1890, si iscrisse nel 1906 alla Columbia University di New York, alla Facoltà di Biologia. Specializzatosi alla Cornell University sullo studio del metabolismo, nel 1912 ottenne la laurea.
Dal 1925 al 1936 fu docente presso l'Università del Texas, accompagnando il suo impegno con docenze presso l'Istituto di Genetica di Mosca nell'allora Unione Sovietica. Nel 1938 divenne professore dell'Università di Edimburgo, dove rimase fino al 1940, per poi riprendere l'insegnamento al termine della Seconda guerra mondiale all'Università dell'Indiana, dove rimase fino alla morte sopraggiunta nel 1967.

## Studi e ricerche
Collaboratore di Thomas Hunt Morgan, incentrò le sue ricerche sul fenomeno del linkage e del crossing-over, e sulla frequenza delle mutazioni.
Riuscì per primo ad ottenere una mutazione genetica controllata attraverso l'utilizzo dei raggi X, nel 1927.
Per il suo apporto alla conoscenza della genetica gli venne conferito il Premio Nobel nel 1946.
I suoi studi lo portarono a scoprire che le modifiche genetiche portano molto spesso a regressione e malattie, scoprì anche la correlazione tra modifiche genetiche che interessavano la popolazione, causate oltre che dalle radiazioni anche dalla chimica e da contatto con sostanze chimiche o da alimenti chimicamente trattati.
Per alcuni aspetti si trovò in sintonia senza conoscersi con le tesi della dott.ssa Kusmine che lavorava in Svizzera.
Politicamente fu attaccato ed isolato per le sue idee non conformiste e non comprensibili per quel periodo, costringendolo a espatriare in Russia.